# 大目湾站
大目湾站是浙江省宁波市建设中的一座高架市域铁路车站，属于宁波轨道交通12号线。车站作为宁象线先行节点，于2022年1月14日开工建设。车站得名于所在地大目湾新城。

## 车站形制
大目湾站位于象山县丹东街道的大目湾新城，来薰路以西，松兰大道以北地块内。车站南北向布置，为高架三层侧式车站，长100米，宽24.4米，单侧站台宽8.1米，总建筑面积为6356平方米。车站南端预留延伸条件。

## 出口
大目湾站规划设置2个出口。